# کینگزتاون (مریلند)
کینگزتاون (به انگلیسی: Kingstown) شهری در ایالت مریلند کشور ایالات متحده آمریکا است که جمعیت آن در سرشماری سال ۲۰۱۰ میلادی، ۱٬۷۳۳ نفر بوده‌است.